# Campoplex rufigastor
Campoplex rufigastor là một loài tò vò trong họ Ichneumonidae.